# Caio Licínio Geta
Caio Licínio Geta (em latim: Caius Licinius Geta) foi um político da gente Licínia da República Romana eleito cônsul em 116 a.C. com Quinto Fábio Máximo Eburno.

## Carreira
Muito pouco se sabe sobre os primeiros anos da vida de Geta, exceto que ele já havia sido pretor em 119 a.C. Três anos depois, ele foi eleito cônsul em 116 a.C. com Quinto Fábio Máximo Eburno. No ano seguinte, logo depois de seu mandato, Geta foi expulso do Senado juntamente com outros 31 senadores por ordem dos dois censores, Lúcio Cecílio Metelo Diademado e Cneu Domício Enobarbo.
No censo seguinte, Geta conseguiu novamente seu posto. Ironicamente, Geta foi eleito censor em 108 a.C. e, juntamente com Quinto Fábio Máximo Eburno. Durante seu mandato, Geta renomeou Marco Emílio Escauro como príncipe do senado.